# Elvis Nolasco
 (mars 2016).
Si vous disposez d'ouvrages ou d'articles de référence ou si vous connaissez des sites web de qualité traitant du thème abordé ici, merci de compléter l'article en donnant les références utiles à sa vérifiabilité et en les liant à la section « Notes et références ».
Elvis Nolasco est un acteur américain d'origine dominicaine, né à New York le 19 décembre 1968.

## Biographie
Il réside à Los Angeles. Il a étudié à Philadelphie. Très jeune, il est attiré par le milieu du spectacle et organise des soirées de danses latines dans la maison familiale.
Il danse avec les anciens breaks danseurs du groupe Soulsonic Force. Son style et ses capacités lui ouvrent les portes du théâtre (pour le théâtre de la Liberté, le théâtre du Walnut Street), il a participé à l'American Musical Theater festival.
Par la suite, il décroche son premier rôle dans la comédie à succès I Like It Like That avec Lauren Vélez et Rita Moreno comme partenaires. Il joue pour Spike Lee dans le film Clockers avec Mekhi Phifer et Delroy Lindo. Il joue dans les séries New York, police judiciaire et New York, unité spéciale. Il connaît le succès dans Buscando un sueño de Joseph Medina en 1995, film tourné en espagnol, numéro un des succès cinématographiques latins indépendants[réf. nécessaire].
Il collabore de nouveau avec Spike Lee dans Da Sweet Blood of Jesus.
En 2015, il joue dans un drame de ABC, American Crime dans le rôle de Carter Nix, le rôle d'un toxicomane accusé de meurtre. En 2016, il participe à la seconde saison, dans le rôle de Chris Dixon, cette fois.
Il a tourné dans 179th Street de Rob Lewis, drame américain avec comme partenaires Danny Trejo, Michael Pitt et Michael Kenneth Williams.

## Filmographie

### Cinéma
- 1994 : I Like It Like That : Tito
- 1995 : Clockers : Horace
- 1996 : I'm Not Rappaport de Herb Gardner (en) [4] : Chauffeur
- 2013 : Old Boy : Cortez
- 2014 : Da Sweet Blood of Jesus
- 2016 : 179th Street
- 2017 : Roxanne Roxanne de Michael Larnell

### Télévision
- 1995 : New York, police judiciaire (saison 6, épisode 5) : Dennis
- 2004 : New York, unité spéciale (Law & Order: Special Victims Unit) (saison 5, épisode 17) : Andre
- 2015-2016 : American Crime : Carter Nix (2015), Chris Dixon (2016)
- 2017 : Nola Darling n'en fait qu'à sa tête (série télévisée) de Spike Lee

### Distinction
- 2015 : Nommé au Satellite Award du Meilleur Acteur dans un second rôle dans une série télévisée